# Орик, Жорж
Жорж Ори́к (фр. Georges Auric, 15 февраля 1899, Лодев — 23 июля 1983, Париж) — французский композитор, ученик А. Русселя, самый молодой участник «Шестёрки».

## Биография и творчество
Орик родился 15 февраля 1899 года в городке Лодеве в Лангедоке. Учился в Монпелье, затем с 1913 года в Париже. Не вполне удовлетворённый своими занятиями в Национальной консерватории одновременно начинает брать уроки композиции у Венсана Д’Энди в Schola Cantorum de Paris. Дебютировал как композитор в 1914 году когда несколько его песен исполнили Пола де Лестан (сопрано) и Альфредо Казелла (фортепиано). Писал музыку к театральным постановкам, мюзиклы и балеты. Всего композитором создано двенадцать балетных сочинений. Сотрудничал с Русским балетом С. П. Дягилева, для которого были созданы балеты «Докучные» (Les Facheux, 1924), «Матросы» (Les Matelots, 1925), «Пастораль» (Pastorale, 1926). Ему Ж. Кокто посвятил брошюру-памфлет «Петух и Арлекин» (1918), многие положения, которого стали программными для композиторов «Шестерки».
Музыка Орика звучит в фильмах Кокто («Орфей», «Красавица и чудовище», «Двуглавый орёл»), Рене Клера («Свободу нам!»), Офюльса («Лола Монтес»), Дассена («Мужские разборки»), Деланнуа («Последний шанс», «Вечное возвращение», «Принцесса Клевская»), Уайлера («Римские каникулы»), Клузо («Таинство Пикассо»), в британской экранизации Пушкина «Пиковая дама». В общей сложности написал музыку к более чем ста двадцати фильмам.
С 1954 года президент Общества по охране авторских прав композиторов и музыкальных издателей (S.A.S.E.M.), в 1957-60 гг. президент «Оркестра Ламурё», в 1962-68 гг. генеральный директор Национальных оперных театров («Гранд-Опера» и «Опера комик»). В 1963 году Орик был избран членом Французской академии. Умер 23 июля 1983 года, похоронен на кладбище Монпарнас.